# Indio Black, sai che ti dico: sei un gran figlio di...
Indio Black, sai che ti dico: sei un gran figlio di... è un film del 1970, diretto da Gianfranco Parolini.

## Trama
Il Messico è ancora sotto lo scettro dell'imperatore Massimiliano, austriaco, ma la resistenza messicana si sta organizzando e sempre più focolai di ribellione scoppiano nelle città.
Il capo della rivoluzione, Ocaño, incarica Escudo, un messicano ribelle, di rubare un ingente carico d'oro che sarebbe partito, pochi giorni dopo, da un forte austriaco. Per aiutare Escudo e i suoi uomini nell'impresa, Ocaño li affianca ad Indio Black, un formidabile pistolero, anche se "gringo".
Al gruppo si unirà anche Ballantine, un vecchio amico di Indio Black.
Giunti sul luogo della rapina però, qualcuno li precede: altri messicani si impossessano del carico. Non riconoscendoli, Indio Black e Escudo attaccano e uccidono quelli che sembrano guerriglieri. Dopo aver vinto lo scontro, si impossessano del carro con l'oro e cercano di capire di più su quello che è successo: i guerriglieri infatti erano austriaci travestiti. Mentre portano l'oro da Ocaño, oro che serviva per comprare altre armi per la rivoluzione, vengono a sapere però che la rivoluzione è quasi conclusa: gli austriaci si stanno ritirando quasi dappertutto, perciò i 5 sopravvissuti decidono di dividersi l'oro piuttosto che consegnarlo e farlo finire chissà dove a rivoluzione conclusa.
Aprendo la cassa però, la trovano piena di terra. Così capiscono che in realtà la rapina che loro hanno sventato era stata organizzata dal colonnello austriaco, per incolpare i messicani e tenersi l'oro. Così il gruppo decide di andare direttamente al forte, e grazie alle capacità di ognuno dei membri del gruppo, riesce ad espugnarlo e a rubare l'oro.

## Estero
All'estero il film è uscito come: 
- The Bounty Hunters (1971, Regno Unito)
- Adiós Sabata (1971, resto del mondo)

## Colonna sonora
1. Main Theme (03:06)
2. The Big Fight (03:42)
3. Main Theme (01:57)
4. Action Sequence (05:17)
5. Main Theme (01:26)
6. Suspense Theme (01:38)
7. Main Theme (01:44)
8. Stompede (01:43)
9. Main Theme (02:12)
10. Suspense sequence (01:27)
11. Main Theme (02:16)
12. Suspense sequence (05:05)
13. Main Theme (01:03)
14. Deguello (03:34)
15. Pastorale (02:02)
16. Suspense (04:40)
17. Action (02:12)
18. End Theme (01:35)
19. Theme-Piano version (02:30)
20. Mariachi (01:20)
21. Mexican Choir (01:34)
22. Mariachi 2 (01:16)
23. Side A (02:11)
24. Side B (02:48)